# Aproida
Aproida là một chi bọ cánh cứng trong họ Chrysomelidae.
Chi này được Pascoe miêu tả khoa học năm 1863.

## Các loài
Các loài trong chi này gồm:
- Aproida balyi Pascoe, 1863
- Aproida cribrata Lea, 1929
- Aproida monteithi Samuelson, 1989